# Montserrat Amateur Basketball Association
Dieser Basketballverband ist der offizielle Basketballverband auf Montserrat. Er hat seinen Sitz in Plimouth.

## Geschichte und Aufgaben
Der Verband ist seit 1986 Mitglied der Fédération Internationale de Basketball (FIBA) und ist damit auch Mitglied der FIBA Amerika. Präsident des Verbandes ist zur Zeit Gilmore Williams. Sein Generalsekretär ist Julius Fergus.
Der Verband ist für die Organisation, Leitung und Entwicklung des Basketballsports auf Montserrat verantwortlich. Der Verband vertritt den Basketballsport gegenüber Behörden sowie nationalen und internationalen Sportorganisationen.
Zusätzlich verteidigt der Verband auch die moralischen und materiellen Interessen des dortigen Basketballs. Der Verband organisiert die Nationale Meisterschaft und ist für die Montserratische Basketballnationalmannschaft und die Montserratische Basketballnationalmannschaft der Damen verantwortlich.

## Infos zum Verband
| Kriterium               | Fakten           |
| ----------------------- | ---------------- |
| Gründungsjahr           | 1986             |
| FIBA-Mitglied           | Ja               |
| Jahr des FIBA-Beitritts | 1986             |
| Kontinental Verband     | FIBA-Amerika     |
| Sitz des Verbandes      | Plimouth         |
| Präsident               | Gilmore Williams |
| Generalsekretär         | Julius Fergus    |
| Höchste Liga            |                  |
| Sonstiges               |                  |